# The Dark Is Rising – En ring av järn
The Dark Is Rising – En ring av järn (originaltitel: The Seeker) är en amerikansk fantasyfilm från 2007, baserad på den andra boken En ring av järn i serien The Dark Is Rising av Susan Cooper. Filmen är regisserad av David L. Cunningham efter ett manus av John Hodge. Manuset skiljer sig på flera punkter från Coopers bok. Detta gjorde att filmen möttes av negativa reaktioner bland fans och kritiker.

## Rollista (i urval)
- Alexander Ludwig – Will Stanton
- Christopher Eccleston – Ryttaren (The Rider)
- Ian McShane – Merriman Lyon
- Frances Conroy – Miss Greythorne
- James Cosmo – Dawson
- Jim Piddock – Gamle George
- Amelia Warner – Maggie Barnes
- John Benjamin Hickey – John Stanton
- Wendy Crewson – Mary Stanton
- Emma Lockhart – Gwen Stanton
- Drew Tyler Bell – James Stanton
- Edmund Entin – Robin Stanton
- Gary Entin – Paul Stanton
- Gregory Smith – Max Stanton
- Jordan J. Dale – Stephen Stanton